# PRIDE (HIGH and MIGHTY COLORの曲)
「PRIDE」（プライド）は、HIGH and MIGHTY COLORの通算2作目、メジャーデビューシングル。2005年1月26日にSME Recordsから発売された。また、表題曲がリミックスされた音源を収録し3月24日にSME Recordsから発売されたシングル「PRIDE Remix」（プライド リミックス）も本項で記述する。

## 解説
- インディーズではシングル「OVER」をリリースしていたが、沖縄県と一部のタワーレコードでの限定発売だったため、全国発売としてはこれが初となる。
- メジャーデビュー曲にして、オリコンウィークリーチャートで初登場2位を記録し、3周に渡ってトップ10入りを維持。また今作がハイカラにとって最も売り上げの高い作品となった。
- 同年3月24日には、表題曲「PRIDE」のリミックス曲を収録した、「PRIDE Remix」が発売されている（後述）。
- この曲でテレビ朝日系音楽番組『ミュージックステーション』に初出演した[1]。
- 2005年12月31日、『第47回日本レコード大賞』の新人賞に本人たちがノミネートされた時にこの曲が披露された。

## 収録曲
| 全作詞・作曲・編曲: HIGH and MIGHTY COLOR。 |                         |                       |                       |      |
| #                                           | タイトル                | 作詞                  | 作曲・編曲            | 時間 |
| 1.                                          | 「PRIDE」               | HIGH and MIGHTY COLOR | HIGH and MIGHTY COLOR | 4:18 |
| 2.                                          | 「光るカケラ」          | HIGH and MIGHTY COLOR | HIGH and MIGHTY COLOR | 4:20 |
| 3.                                          | 「all alone」           | HIGH and MIGHTY COLOR | HIGH and MIGHTY COLOR | 5:42 |
| 4.                                          | 「PRIDE-Instrumental-」 | HIGH and MIGHTY COLOR | HIGH and MIGHTY COLOR | 4:18 |
| 合計時間:                                   | 合計時間:               | 18:38                 |                       |      |

### 楽曲解説
1. PRIDE
毎日放送・TBS系アニメ『機動戦士ガンダムSEED DESTINY』オープニングテーマ
2005年1月のfm osaka邦楽パワープレイに選ばれた。
ユウスケのラップパートが歌詞カードに記載されていなかったが、2009年3月15日のユウスケのブログで発表された。
MVは、千葉県に存在するかずさアカデミアホールで撮影された。
2. 光るカケラ
「PRIDE」、「all alone」同様、ユウスケのラップパートで歌詞カードに掲載されていない部分がある。
3. all alone
「PRIDE」、「光るカケラ」同様、ユウスケのラップパートで歌詞カードに掲載されていない部分がある。

## 収録アルバム
- G∞VER (#1)
- 10 COLOR SINGLES (#1)
- BEEEEEEST (#1)

## PRIDE Remix
「PRIDE Remix」（プライド・リミックス）はHIGH and MIGHTY COLORのリミックスシングルの名称。

### 解説
- デビュー曲「PRIDE」のリミックスを収録した企画シングル。そのためナンバリングはされていない。
- 収録曲である「PRIDE 〜"Phantom pain"norishirobreakmegamix〜」は、コンピレーション・アルバム『機動戦士ガンダムSEED DESTINY COMPLETE BEST DASH』にも収録されている。

### 収録曲
| 全作詞・作曲: HIGH and MIGHTY COLOR。 |                                                                                  |                       |                       |      |
| #                                     | タイトル                                                                         | 作詞                  | 作曲・編曲            | 時間 |
| 1.                                    | 「PRIDE 〜Nu school of mixture mix〜（cmjk）」                                   | HIGH and MIGHTY COLOR | HIGH and MIGHTY COLOR | 4:35 |
| 2.                                    | 「PRIDE 〜R&B norishiromix〜（NORISHIROCKS (I.S.O.&hide2)）」                    | HIGH and MIGHTY COLOR | HIGH and MIGHTY COLOR | 4:19 |
| 3.                                    | 「PRIDE 〜HΛL's MIX 2005〜（HΛL）」                                              | HIGH and MIGHTY COLOR | HIGH and MIGHTY COLOR | 5:20 |
| 4.                                    | 「PRIDE 〜D.D.INOReMIX〜（MITSUU）」                                             | HIGH and MIGHTY COLOR | HIGH and MIGHTY COLOR | 5:15 |
| 5.                                    | 「PRIDE 〜Real Latin Players mix〜（dj dragon from black jaxx）」                | HIGH and MIGHTY COLOR | HIGH and MIGHTY COLOR | 7:36 |
| 6.                                    | 「PRIDE 〜"Phantom pain"norishirobreakmegamix〜（NORISHIROCKS (I.S.O.&hide2)）」 | HIGH and MIGHTY COLOR | HIGH and MIGHTY COLOR | 3:09 |
| 合計時間:                             | 合計時間:                                                                        | 30:14                 |                       |      |